# نوروتروفین
نوروتروفین (انگلیسی: Neurotrophin) گروهی از عوامل رشد عصب با ساختاری پروتئینی هستند. این پروتئینها در رشد و متابولیسم سلولهای زیادی دخیل هستند و نوعی سیتوکین هستند. یکی از نخستین عوامل رشدی که کشف شد، فاکتور رشد عصب در سال ۱۹۵۱ بود.
نوروتروفین‌ها در رشد سلولهای عصبی، بقا و فعالیت آنها مؤثر هستند مانند فاکتور رشد عصب، نوروتروفین مشتق‌شده از مغز، نوروتروفین ۳، نوروتروفین ۴.